# Rik Buddenberg
F.H. (Rik) Buddenberg (12 oktober 1953) is een Nederlands politicus van het CDA. Tot 15 juni 2014 was hij burgemeester van de gemeente Pijnacker-Nootdorp.
Buddenberg is aan de Rijksuniversiteit Groningen afgestudeerd in economie en rechten en daarna heeft hij bij diverse departementen gewerkt. Vanaf 1987 zat hij in de gemeenteraad van Zoetermeer en in 1990 werd hij daar wethouder financiën, volkshuisvesting en maatschappelijke dienstverlening. Na de voor het CDA ongunstig verlopen gemeenteraadsverkiezingen van 1994 kwam een einde aan zijn wethouderschap. Buddenberg ging werken als adviseur en interim-manager bij een in Leusden gevestigd adviesbureau voor gemeenten maar al kort daarop, in februari 1995, werd hij burgemeester van Sassenheim. Onder zijn redactie verscheen in de periode 1998 tot 2003 bij de uitgeverij Samsom het Handboek lokaal bestuur.
Bij het burgemeestersreferendum in Vlaardingen in maart 2002 was hij een van de twee kandidaten, maar zijn tegenstander Tjerk Bruinsma kreeg meer stemmen. Enkele maanden later had Buddenberg meer succes bij de sollicitatie naar het burgemeesterschap van de gemeente Pijnacker-Nootdorp die op 1 januari 2002 ontstaan was bij de fusie van de gemeenten Pijnacker en Nootdorp. Vanaf de fusie tot de benoeming van Buddenberg was Jan Noorland, de voormalig burgemeester van Pijnacker, waarnemend burgemeester geweest. Naast zijn burgemeesterschap is Buddenberg ook onder andere actief binnen de Vereniging van Nederlandse Gemeenten (VNG).
Hij gaf voortijdig aan na twee termijnen te willen stoppen als burgemeester van Pijnacker-Nootdorp. Francisca Ravestein heeft hem op 25 juni 2014 opgevolgd.

## Oranje Rellen tePijnacker(2006)
In mei 2006 ging het mis tijdens het jaarlijkse Oranjefeest te Pijnacker tijdens het burgemeesterschap van Buddenberg; de ongeregeldheden kwamen bekend te staan als de 'Oranje Rellen'. Het Oranjefeest was een jaarlijks terugkerend feest georganiseerd door de Pijnackerse Oranjevereniging. Op de avond van 6 op 7 mei liep het uit de hand en trad de politie hard op tegen de feestgangers. Hierbij werd gebruik gemaakt van knuppels en honden. Na de rellen verklaarde burgermeester Buddenberg tegen over RTL Boulevard dat de rellen niet het gevolg waren van het optreden van de artiest Ali B, die de avond van de ongeregeldheden optrad. Er zou een onafhankelijk onderzoek komen naar de gebeurtenissen en Buddenberg bevestigde dat deze 'onafhankelijk' zou zijn. Later dat jaar vertrok de betrokkene politiechef van Pijnacker.
In 2008, twee jaar na de rellen verscheen in het lokale blad Telstar-online een uitgebreide analyse gebaseerd op het rapport van de B&A groep over de avond, waarin tevens de rol van burgemeester Buddenberg voorbij kwam. Buddenberg zou bang zijn geweest voor rellen tussen 'autochtone en allochtone jeugd', achteraf is niet bewezen dat hier aanwijzingen voor waren. Uit het rapport bleek verder dat Buddenberg en zijn dochter kort voor de ongeregeldheden het Oranjefeest verlieten. Dit laatste bevestigde Buddenberg in 2007 in het Burgemeestersblad, de nieuwsbrief van het Nederlands Genootschap van Burgemeesters. Buddenberg sprak in dit interview over een 'prima sfeer' toen hij het feest verliet. Verder zei Buddenberg dat zonder hem te informeren de Mobiele Eenheid was ingezet. Buddenberg zei verder in het interview dat jongeren uit het dorp, Pijnacker, na de rellen kampten met bijtwonden van politiehonden en gewond waren. Buddenberg stelde dat hij zich niet goed had gerealiseerd wat er die avond gebeurd was en heeft hiervoor later zijn excuses voor aangeboden.